# Научное исследование
Научное исследование — процесс изучения, эксперимента, концептуализации и проверки теории, связанной с получением научных знаний.
Виды исследований:
- Фундаментальное исследование — теоретическое или экспериментальное научное исследование основополагающих явлений, базовых принципов различных научных дисциплин; служат расширению теоретических, концептуальных представлений о законах природы и общества.
- Прикладное исследование — научное исследование, направленное на решение конкретных практических задач или проблем — разработку новых или улучшение существующих технологий, продуктов, методов.

## История
В XVI веке Ф. Бэконом была выдвинута идея, что наука может и должна организовываться для изучения природы и для развития наций. Утверждая таким образом экономический и политический интерес научных достижений и необходимость для правителей понимать ценность учёных, Бэкон заложил основы научного исследования, институционализированного, окружённого научной политикой, принимающей участие в организации работ учёных, чтобы использовать лучше экономическое и военное достижение нации.
Но если Бэкон может символизировать значительный момент институционализации поиска, он — тем не менее, не единственный учредитель.
В течение XVII века и именно XVIII века развиваются Академии, которые являются первой настоящей демонстрацией институционализации поиска, организованной по воле меценатов.
Первые исследователи-специалисты появляются в XIX веке.

## Виды
Виды научных исследований:
- Фундаментальное исследование, предпринятое главным образом, чтобы производить новые знания независимо от перспектив применения.
- Прикладное исследование, направлено преимущественно на применение новых знаний для достижения практических целей, решения конкретных задач.
- Монодисциплинарное исследование проводится в рамках отдельной науки.
- Междисциплинарное исследование требует участия специалистов различных областей и проводится на стыке нескольких научных дисциплин.
- Комплексное исследование проводится с помощью системы методов и методик, посредством которых ученые стремятся охватить максимально (или оптимально) возможное число значимых параметров изучаемой реальности.
- Однофакторное или аналитическое исследование направлено на выявление одного, наиболее существенного, по мнению исследователя, аспекта реальности.
- Поисковое исследование, направлено на определение перспективности работы над темой, отыскивание путей решения научных задач.
- Критическое исследование проводится в целях опровержения существующей теории, модели, гипотезы, закона и пр. или для проверки того, какая из двух альтернативных гипотез точнее прогнозирует реальность. Критические исследования проводятся в тех областях, где накоплен богатый теоретический и эмпирический запас знаний и имеются апробированные методики для осуществления эксперимента.
- Уточняющее исследование. Это самый распространённый вид исследований. Их цель — установление границ, в пределах которых теория предсказывает факты и эмпирические закономерности. Обычно, по сравнению с первоначальным экспериментальным образцом, изменяются условия проведения исследования, объект, методика. Тем самым регистрируется, на какую область реальности распространяется полученное ранее теоретическое знание.
- Воспроизводящее исследование. Его цель — точное повторение эксперимента предшественников для определения достоверности, надежности и объективности полученных результатов. Результаты любого исследования должны повториться в ходе аналогичного эксперимента, проведенного другим научным работником, обладающим соответствующей компетенцией. Поэтому после открытия нового эффекта, закономерности, создания новой методики и т. п. возникает лавина воспроизводящих исследований, призванных проверить результаты первооткрывателей. Воспроизводящее исследование — основа всей науки. Следовательно, метод и конкретная методика эксперимента должны быть интерсубъективными, то есть операции, проводимые в ходе исследования, должны воспроизводиться любым квалифицированным исследователем.
- Разработка — научное исследование, внедряющее в практику результаты конкретных фундаментальных и прикладных исследований.

## Исследователи
Исследователь — специалист, занимающееся научными исследованиями (изысканиями) в определенной отрасли науки.
В широком смысле этого слова — исследователь это человек, осуществляющий познавательную деятельность, занимающийся изучением чего-либо. Например, Пржевальский и Д. Кук — в географии, Д. Менделеев — в химии и т. д.. Исследователи создают, упорядочивают и накапливают новые знания, что позволяет им совершать научные открытия. Некоторые открытия влияют на ход развития человеческой цивилизации. Выдающиеся исследователи — это исследователи, вклад которых в науку получил признание в обществе. Например, Эйнштейн, Ньютон, Дарвин.

## Публикации
Научные исследователи публикуют свои работы в:
- журналах научных публикаций;
- коллективных трудах, объединяющих статьи журнала или исследования вокруг данной темы, координированных одним или несколькими исследователями, названными издателями;
- монографиях по исследовательской теме.

## Финансирование
Финансирование играет важную роль в научных исследованиях. В основном научные исследования финансирует государство, но этим также занимаются частные лица и организации. Государство финансирует научные исследования (НИ) из бюджета и специализированных фондов (субсидии, гранты). Частные лица и организации финансируют НИ из специализированных фондов (путем субсидий, грантов) и кредитных организаций (банки, инвест фонды).

## Научно-исследовательские учреждения
Научно-исследовательские институты — учреждения, занимающееся исследованиями в области науки и техники, разработкой НИР и НИОКР.

## Научная этика
Научная этика — совокупность моральных принципов, которых придерживаются учёные в научной деятельности, и которые обеспечивают функционирование науки.
Роберт Мертон в своих работах по социологии науки создал четыре моральных принципа:
1. Коллективизм — результаты исследования должны быть открыты для научного сообщества.
2. Универсализм — оценка любой научной идеи или гипотезы должна зависеть только от её содержания и соответствия техническим стандартам научной деятельности, а не от социальных характеристик её автора, например, его статуса.
3. Бескорыстность — при опубликовании научных результатов исследователь не должен стремиться к получению какой-то личной выгоды, кроме удовлетворения от решения проблемы.
4. Организованный скептицизм — исследователи должны критично относиться как к собственным идеям, так и к идеям, выдвигающимся их коллегами.

Существуют также ещё два принципа: самоценность истины и ценность новизны.
Учёный должен следовать принципам научной этики, чтобы успешно заниматься научными исследованиями. В науке в качестве идеала провозглашается принцип, что перед лицом истины все исследователи равны, что никакие прошлые заслуги не принимаются во внимание, если речь идет о научных доказательствах.
Не менее важным принципом научного этоса является требование научной честности при изложении результатов исследования. Учёный может ошибаться, но не имеет права подтасовывать результаты, он может повторить уже сделанное открытие, но не имеет права заниматься плагиатом. Ссылки, как обязательное условие оформления научной монографии и статьи, призваны зафиксировать авторство тех или иных идей и научных текстов, а также обеспечивать четкую селекцию уже известного в науке и новых результатов.
Данный моральный принцип в реальности нарушается. В различных научных сообществах может устанавливаться различная жесткость санкций за нарушение этических принципов науки.
Снижение «качества знания» при нарушении этики науки ведет к макулатурной науке, идеологизации науки, и к возникновению «учёных» в средствах массовой информации.